# Nicolae Furdui Iancu
Nicolae Furdui Iancu (n. 26 octombrie 1955, sat Poiana, comuna Sohodol, județul Alba) este un cântăreț român de muzică populară.

## Biografie
Nicolae Furdui s-a născut în satul Poiana, comuna Sohodol. La vârsta de cinci ani s-a stabilit cu părinții la Abrud. Aici, în Abrud, va urma școala primară și Liceul Pedagogic de Învățători. A studiat la Institutul pedagogic, secția română-franceză, din Oradea iar mai târziu, a absolvit Facultatea de Psihologie și Asistență Socială din cadrul Universității de Vest din Timișoara.
A lucrat în învățământ până în 1989.
Nicolae Furdui Iancu locuiește în Alba Iulia, este căsătorit cu profesoara Daniela Furdui-Iancu și are doi copii, Maria și Tudor.

## Activitatea muzicală
Ca muzică populară a debutat la sfârșitul anilor ’70, la Festivalul de Folclor din Drobeta Turnu-Severin, unde a câștigat premiul I.
În 1985 a avut prima apariție televizată, în cadrul emisiunii „Tezaur folcloric”, de la TVR. A câștigat, în același, Festivalul de Folclor „Steaua Dunării” din Galați și a obținut, apoi, marele premiu la concursul „Floarea din Grădină”.
A înființat în anul 1987 la Alba-Iulia grupul folcloric „Crai Nou”.

## Discografie
| - A plecat moțu în țară - A venit aseară mama - Așa beau oamenii buni - Așa-i românul - Bata-l Dumnezeu să-l bată - Calce-l nevoia vinars - Cântec moțesc de nuntă - Când era tânăr odată - Când m-ajunge câte-un dor - Cât oi fi și oi trăi - Cea Joian, hai Mândrean - Cetera și glasul meu - Cine n-are nici un dor - Coace Doamne prunele - Crenguța ruptă de vânt - Cucule de peste vii - Cucuruz cu frunza-n sus - De tri zile tăt venim - De-ar veni primăvara | - De-ar fi mândra sâmbătă - De-aș fi iarăși fecior - Din Poiana pâna-n Vad - Draga mamii de bălaie - Dragu-mi mie să joc - După deal răsare luna - Eu mă duc, codrul rămâne - Gugulan cu car de mere - Hai să-ntindem hora mare - Hopa una - Iar-am apucat la bere - La omu' cu suflet bun - Lângă moara din Săsciori - M-o făcut mama fecior - Mărită-te, mândra mea - Mireasă, drăguții tăi - N-are codrul rămurele - Naltă-i mândra și subțire - Noi suntem români | - Nu mă bate Doamne rău - Nu uita că ești român - Oare cum face doru - Pagubă c-am bătrânit - Pe Valea Ampoiului - Pentru hoțu' care fură - Pentru lelea dezmierdată - Țarina de la Găina - Tăt așa, tăt așa - Treceți batalioane române Carpații - Uiu, iu pe Dealu' Gol - Pentru ochii mândrei mele - Săracii dușmani - Țarina buciumănească - Viață tu ești numai dor - Zorile |

## Premii și distincții (selecție)[3]
- Premiul I la faza republicană a „Festivalului Artei Studențești” 1977-1978
- Premiul I la toate finalele Festivalului Național „Cântarea României”
- Marele Premiu pentru creație și interpretare la Festivalul – concurs de folclor – Mehedinți – 1984
- Trofeul „Floarea din Grădină”, concurs organizat de Televiziunea Română
- „Steaua Dunării” – Galați 1985
- Călan – Hunedoara -1985
- Marele Premiu – „Toporașul de Aur” – Zakopane – Polonia 1991
- la 7 februarie a primit Ordinul ”Meritul Cultural” în grad de Mare Ofițer la categoria „Arta Spectacolului” în semn de apreciere a întregii activități și pentru dăruirea și talentul interpretativ pus în slujba artei scenice și a spectacolului, conferit de Președintele României
- Trofeul de Excelență „Zece Pentru ROMÂNIA” – pentru întreaga activitate – Realitatea TV 2010
- Trofeul „Cel mai iubit” interpret de muzică populară din România, în cadrul emisiunii „Surprize, Surprize” difuzată de Televiziunea Română 2003
- Diploma „Zece Pentru ROMÂNIA” – pentru cel mai bun interpret vocal – Realitatea TV – 2007, 2008, 2009
- Premiul „România Internațional” pentru promovarea cântecului istoric și pentru transformarea sintagmei „Nu uita că ești român!” într-un adevărat crez al românilor de pretutindeni – 2003
- Premiu de Excelență pentru Grupul Folcloric „Crai Nou” la „Gala Premiilor Antena Satelor” Radio București – 2003
- Diplomă de Excelență cu ocazia Jubileului TVR (50 de ani) – pentru rolul avut în istoria Televiziunii Române – 2006
- 1994 a primit „Premiul criticii muzicale” – pentru autenticitatea în domeniul interpretării muzicii populare românești – acordat de Fundația Jora a Uniunii criticilor redactorilor și realizatorilor muzicali din România
- Trofeul „ROmândria” – acordat în cadrul ediției speciale a emisiunii „Duminica în familie” difuzată de Antena 1 la 1 decembrie 2009, titlul de Cetățean de onoare al Municipiului București – 1 decembrie 2001
- Diploma de Excelență din partea Instituției Prefectului Județului Alba – pentru cel mai de seamă și îndrăgit reprezentant al județului Alba
- Diploma de Excelență cu Medalie Jubiliară de Aur din partea Facultății de Științe Economice din cadrul Universității de Vest din Timișoara în 8 noiembrie 2007
- Diplomă de Excelență din partea Municipiului Alba Iulia
- Cetățean de Onoare al orașului Abrud în 1999
- Diplome de Onoare din partea Ministerului Apărării Naționale – 2002, 2003, 2004 etc.
- Diplomă de Onoare – pentru excepționala contribuție adusă la propășirea idealului de unitate a spiritualității românilor din Serbia – conferită de către Comunitatea Românilor din Serbia – 2007.
- Președintele României Ion Iliescu i-a conferit artistului Nicolae Furdui Iancu la 29 noiembrie 2002 Crucea națională Serviciul Credincios clasa a III-a, „pentru crearea și transmiterea cu talent și dăruire a unor opere literare semnificative pentru civilizația românească și universală”.[4] El i-a conferit la 7 februarie 2004 și Ordinul Meritul Cultural în grad de Mare Ofițer, Categoria D - "Arta Spectacolului", „în semn de apreciere a întregii activități și pentru dăruirea și talentul interpretativ pus în slujba artei scenice și a spectacolului”.[5]